# Xanca galtablava
La xanca galtablava (Hylopezus fulviventris) és una espècie d'ocell de la família dels gral·làrids (Grallariidae).

## Hàbitat i distribució
Habita el sotabosc de la selva pluvial i clars de les terres baixes fins als 1000 m, al sud-est de Colòmbia, cap al nord fins Caquetá i est de l'Equador.